# Ammomanes
Ammomanes  es un género  de ave paseriforme perteneciente a la familia  Alaudidae.

## Especies
- Terrera colinegra – Ammomanes cinctura (Gould, 1839)
- Terrera colirroja – Ammomanes phoenicura (Franklin, 1831)
- Terrera sahariana – Ammomanes deserti (Lichtenstein, 1823)
- Alondra de Gray – Ammomanes grayi (Wahlberg, 1855)